# マルコス・パケタ
マルコス・パケタ（Marcos César Dias de Castro、1958年8月27日 - ）は、ブラジルの元サッカー選手。ポジションはミッドフィールダー。

## 経歴
2005年12月にサウジアラビア代表監督に就任。2006 FIFAワールドカップで指揮を執ったが、1分2敗でグループステージ最下位で敗退した。